# Pellin-Brocova prizma
Pellin-Brocova prizma je optična prizma, ki je narejena iz prozorne snovi tako, da tvori pokončno štiristrano prizmo, ki ima za osnovno ploskev četverokotnik s koti 90°, 75°, 135° in 60°. Spada med disperzijske optične prizme.
Žarek vstopa na stranici AB (glej sliko na desni), kjer se lomi. Na stranici BC nastopi popolni odboj, nato pa se na stranici AD ponovno lomi. Prizma je narejena tako, da vpadla svetloba izstopa iz prizme na stranici AD. Med smerjo vstopnega žarka in izhodnim žarkom je kot 90°. Prizma se uporablja za pridobivanje svetlobe z določeno valovno dolžino (barvo).
Imenuje se po francoskem optiku Philibertu Pellinu (1847 – 1923) in prav tako francoskem fiziku in zdravniku Eliu Andréu Broci (1863 – 1925).